# البشارة الإسلامية الأحمدية⁩⁩
البشارة الإسلامية الأحمدية⁩⁩ مجلة دينية تتبع للطائفة الإسلامية الأحمدية في حيفا، فلسطين أول إصدار لها كان عام 1932م في فترة الانتداب البريطاني على فلسطين. تُعنى بالشؤون الدينية المرتبطة بالمسائل المسيحية والطائفة الإسلامية الأحمدية، كما كان لها العديد من النشرات التي تضمنت قصائد وأشعار دينية. في نشرها للمقالات، استحدث المجلة أسلوبًا جديدًا اعتمد على منهج المناظرات بين الأديان مثل المناظرة بين مبشر مسيحي ومبشر إسلامي الذي تم نشرها في الجزء السادس للمجلة. ركزت المجلة على الشؤون الخاصة بالطائفة الأحمدية والنظرة تجاه الطائفة كأحد مكوّنات المجتمع الفلسطيني. توقّفت المجلة عن الصدور في سنة 1934، وصدرت بعد سنة من ذلك تحت اسم آخر «البشرى». توقّفت المجلة عن الصدور بعد العدد 5 لسنتها الـ33 (سنة 1973)، وصدرت من جديد لاحقًا في سنة 1977.